# Commander (motorfietsen)
Commander is een Brits historisch merk van motorfietsen.
De bedrijfsnaam was: General Steel Group (General Steel and Iron Co.), Hayes, Middlesex.
De General Steel and Iron Company presenteerde in 1952 een zeer bijzonder ontworpen motorfiets. Het frame bestond uit één centrale buis van rechthoekig profiel, die vanaf het balhoofd via een sierlijke S-bocht langs de achteras liep. Deze buis, die aan de voorkant groter was, bevatte ook de benzinetank. Onzichtbaar door het overvloedige plaatwerk was er een swingarm-achtervering aan gemonteerd. De voorvering werd verzorgd door een korte, geduwde schommelvork. Het achterspatbord was fors uitgevoerd en mondde onder de tank uit in een druppelvormige grill, die de lucht voor de koeling van de motor toeliet. Ook de motor was aan het oog onttrokken door het plaatwerk. Voor de aandrijving werd gekozen voor tweetaktmotoren van Villiers, 98 cc zonder versnellingen maar met een koppeling of 122 cc met twee versnellingen. Het werd echter geen succes en in 1953 verdween de Commander van de markt.